# Acutisoma unicolor
Acutisoma unicolor is een hooiwagen uit de familie Gonyleptidae. De wetenschappelijke naam van Acutisoma unicolor gaat terug op Mello-Leitão.